# Казе Модена (Болоња)
Казе Модена (итал. Case Modena) је насеље у Италији у округу Болоња, региону Емилија-Ромања.
Према процени из 2011. у насељу је живело 54 становника. Насеље се налази на надморској висини од 31 м.